# ديلماس كارل هيل
ديلماس كارل هيل (بالإنجليزية: Delmas Carl Hill)‏ هو قاضي ومحامي أمريكي، ولد في 9 أكتوبر 1906 في واميغو في الولايات المتحدة، وتوفي في 2 ديسمبر 1989.